# Villa Rotonda
La  villa Rotonda ou villa Almerico-Capra est une villa veneta située près de Vicence en Vénétie. Elle a été construite entre 1566 et 1571, en partie selon les plans de l'architecte Andrea Palladio.

## Historique de la construction

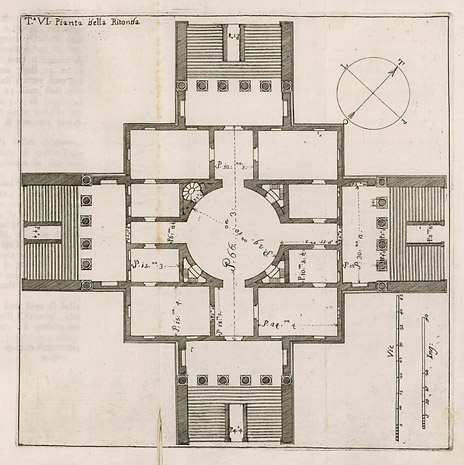
Plan de la Villa.

La construction de la villa a été commandée par le prélat pontifical Paolo Almerico qui, après une brillante carrière au Vatican, décida de se retirer en Vénétie, sa région natale. Palladio et Almerico n'ont pas connu l'achèvement de la construction de la villa. Le fils d'Almerico la revendit rapidement à la famille Capra qui modifia le projet de construction.
La coupole hémisphérique initialement prévue par Palladio fut abaissée par l'architecte Vincenzo Scamozzi et pourvue d'un oculus (une ouverture dans la coupole, comme au Panthéon de Rome). Peu après et pour des raisons pratiques, cette ouverture fut couverte.
La villa est située sur une colline, près de Vicence. La coupole du bâtiment et les quatre pronaoi symétriques ornés de six colonnes ioniques donnent à l'ensemble un aspect ésotérique très particulier. Bien qu'elle n'eût pas au départ une destination rurale (comme de nombreuses villas de l'époque), elle fut utilisée par les Capra comme domaine agricole qui ajoutèrent des annexes et des terres.
La coupole est ornée de fresques d'Alessandro Maganza. Les autres fresques sont dues à Anselmo Canera. Les statues décorant les façades et les balustrades sont de Girolamo Albanese et de Rubini.
Dans ses Voyages italiens (1786) Goethe donne un compte rendu détaillé et admiratif de sa visite de la villa.
La villa appartient depuis près de deux cents ans[Depuis quand ?] à la famille Valmarana et porte d'ailleurs également le nom de villa Valmarana.
La villa a servi de décor au film de Joseph Losey, Don Giovanni, adaptation cinématographique de l'opéra Don Giovanni de Mozart.
Comme d'autres œuvres de Palladio et tout le centre historique de la ville de Vicence, la villa est inscrite depuis 1994 sur la liste du patrimoine mondial de l'Unesco.

## Description architecturale
Au fur et à mesure que Palladio construisit ses villas, il réalisa toujours plus l'importance de l'union entre la nature et l'architecture. Comme la villa Rotonda est construite au sommet d'une colline, Palladio choisit de ne pas faire une seule façade principale (comme ce fut le cas avec ses précédentes villas), mais quatre façades. Elles forment alors, en plan, une croix grecque (quatre branches de même taille). Ceci n'est pas anodin, Andrea Palladio ayant construit cette villa pour un chanoine.
La villa présente nombre de statues et d'ornements. Palladio a effectué de nombreux voyages architecturaux lors de sa jeunesse avec le comte Trissino, qui fut son maître. Le but de leurs voyages était d'apprendre à bâtir à la mode antique. Cette étude se retrouve ainsi dans son style architectural. La villa Rotonda présente beaucoup de similitudes avec les constructions antiques, grecques ou romaines.
Andrea Palladio aimait beaucoup le théâtre, et toutes les façades de ses villas (exception faite à la villa Godi Malinverni) sont soigneusement travaillées comme des scènes de théâtre rappelant les constructions antiques.
La villa Rotonda en particulier présente un effet théâtral, accentué par les statues, les loggias ou les importants frontons.

### Plan

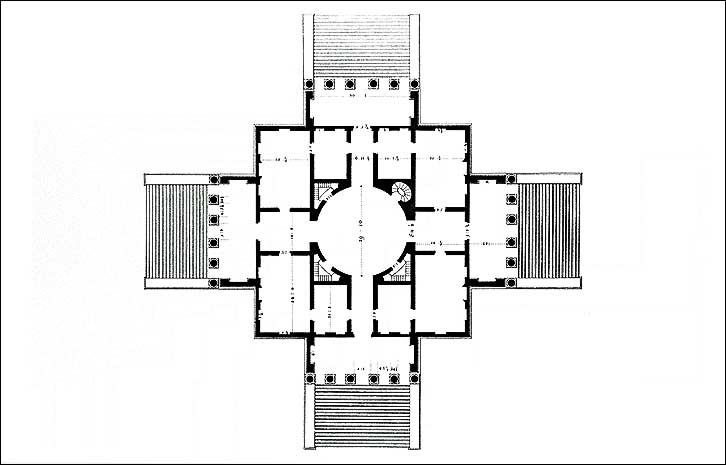
Andrea Palladio, gravure du plan de la villa « La Rotonda » (les Quatre Livres de l'architecture).

Dans le livre II des Quatre Livres de l'architecture, Palladio donne le plan et l'élévation de la villa Almerico-Capra. Ce plan présente la particularité d'être conçu selon la méthode du rabattement de la diagonale du carré ou moyenne géométrique du carré de deux. Cette méthode 
de croissance modulaire est décrite par Palladio dans le livre I.
Le schéma superposé sur le plan ci-contre montre ce système de composition architecturale. Ce système se retrouve chez de nombreux architectes et dans de nombreuses formes architecturales, comme la volute de l'ordre ionique ou le musée à croissance illimitée de Le Corbusier.
Au début du XIXe siècle cette œuvre a inspiré au riche maître de forges et esthète français Jean-Emmanuel Jobez (1775-1828) la construction, par l'architecte Champonnois l'aîné, de la « villa palladienne » ou château de Syam, achevé par son fils, puis, vers 1910, modernisé, restauré et décoré par la belle-fille de Sadi Carnot.

## Galerie de photos

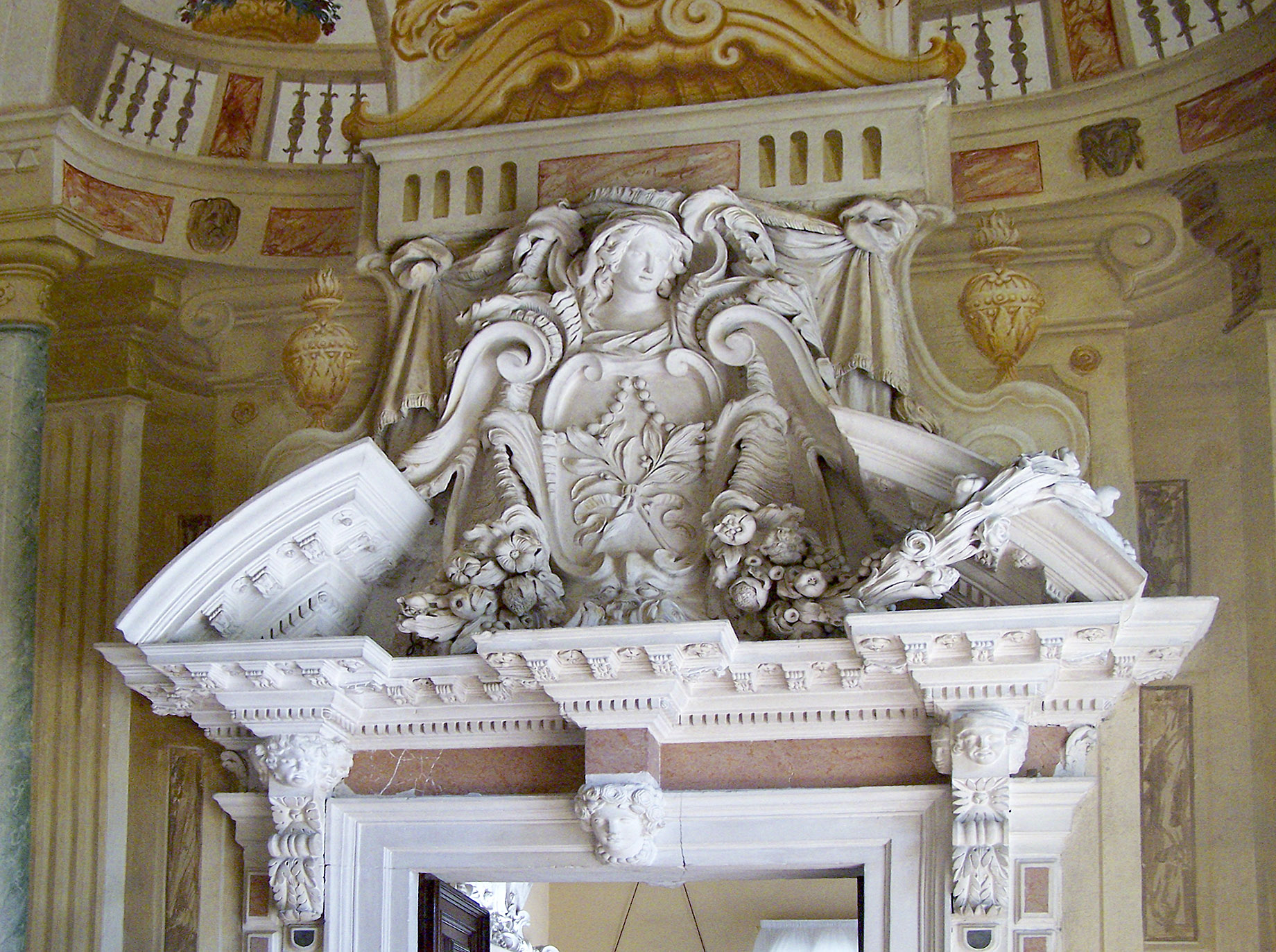
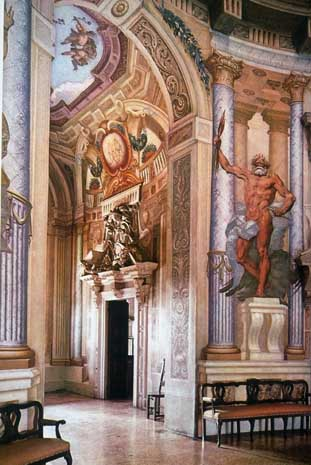
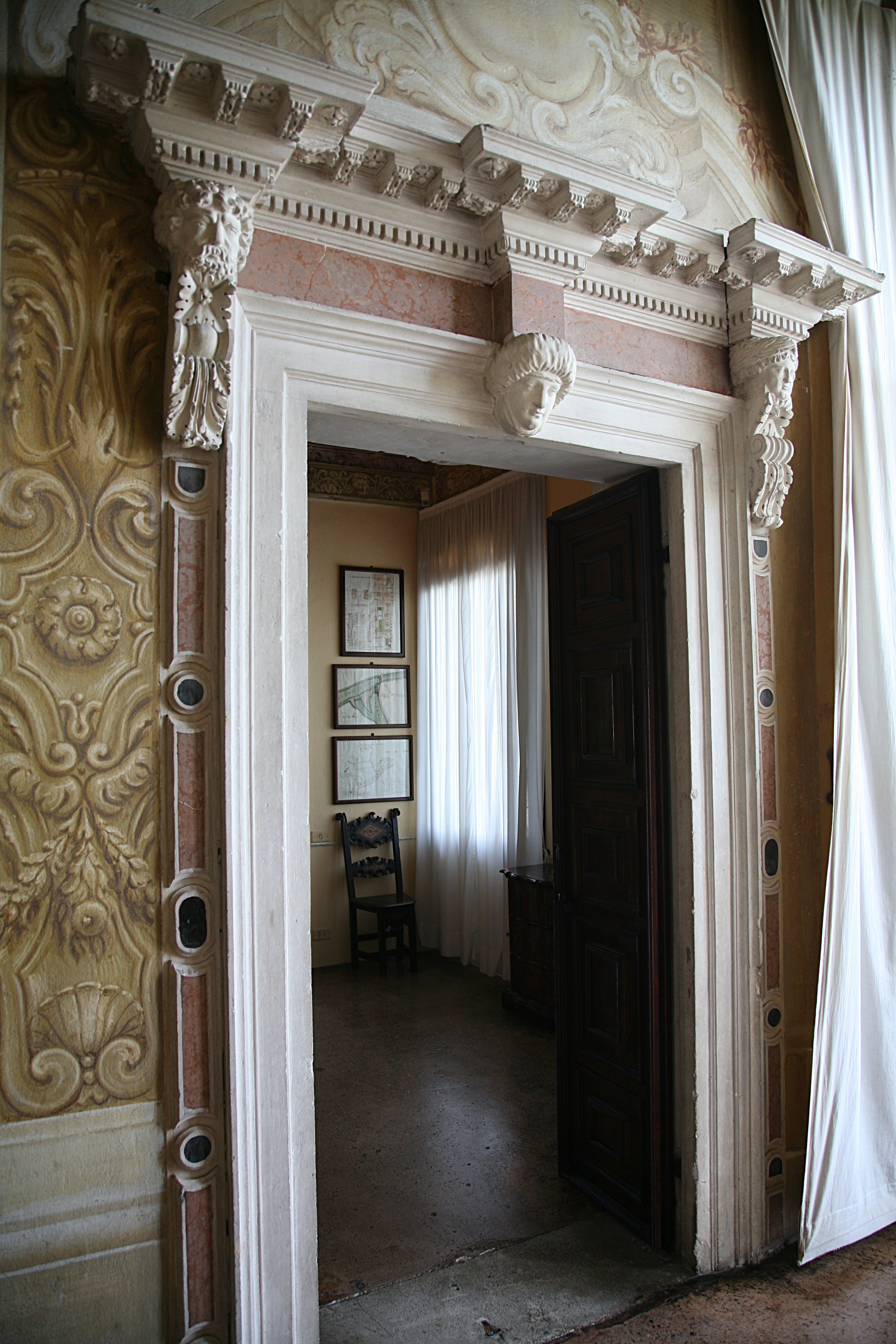
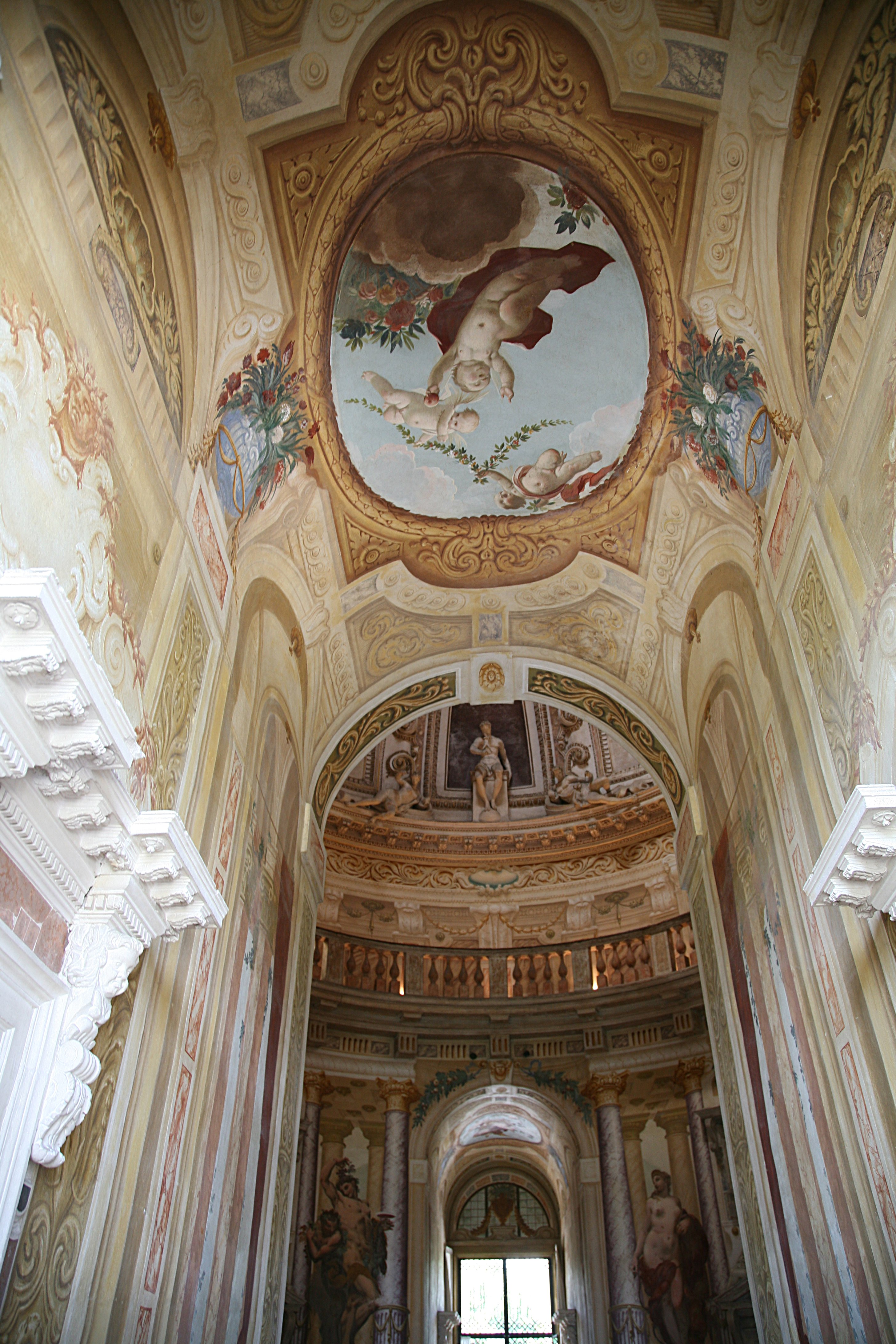
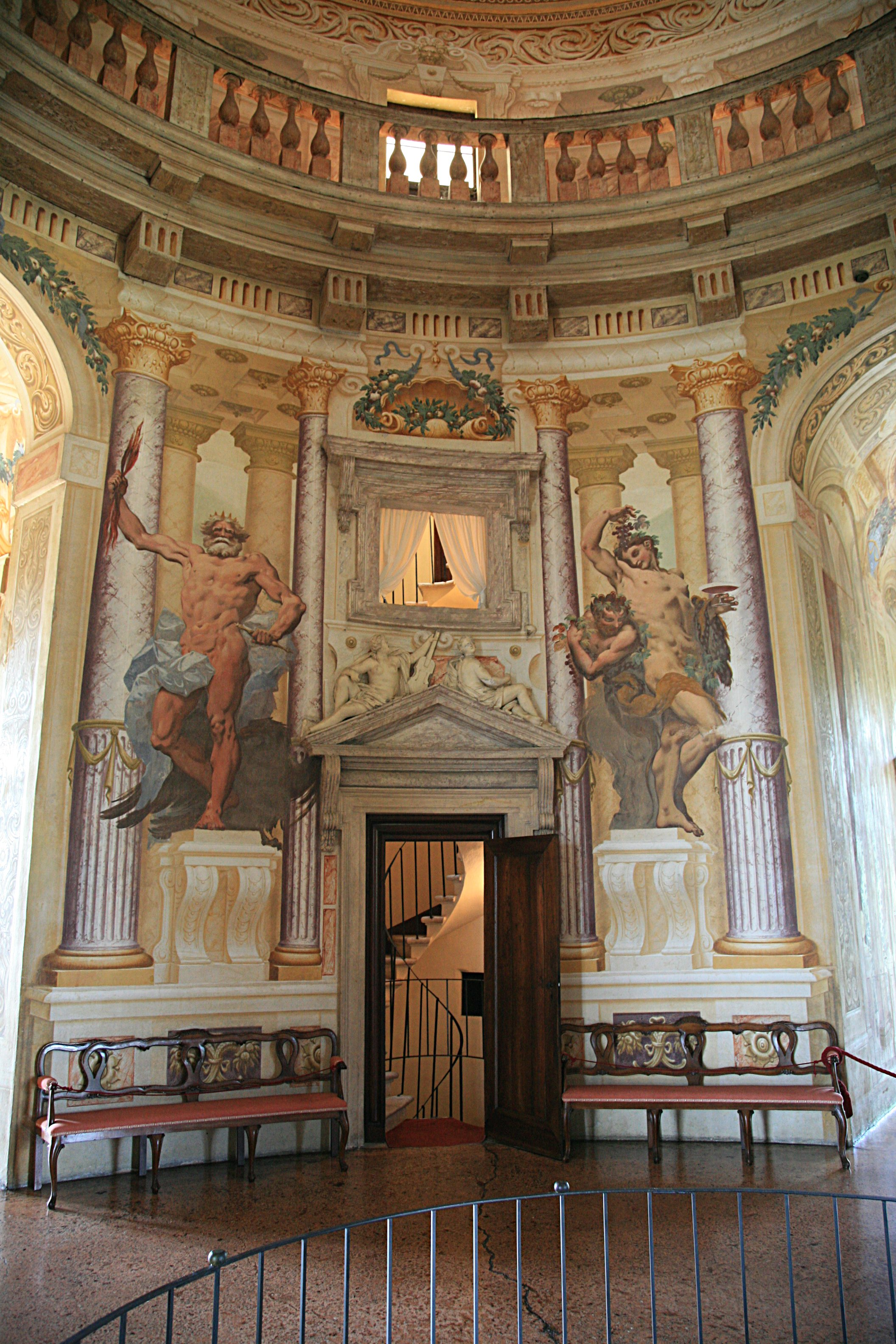
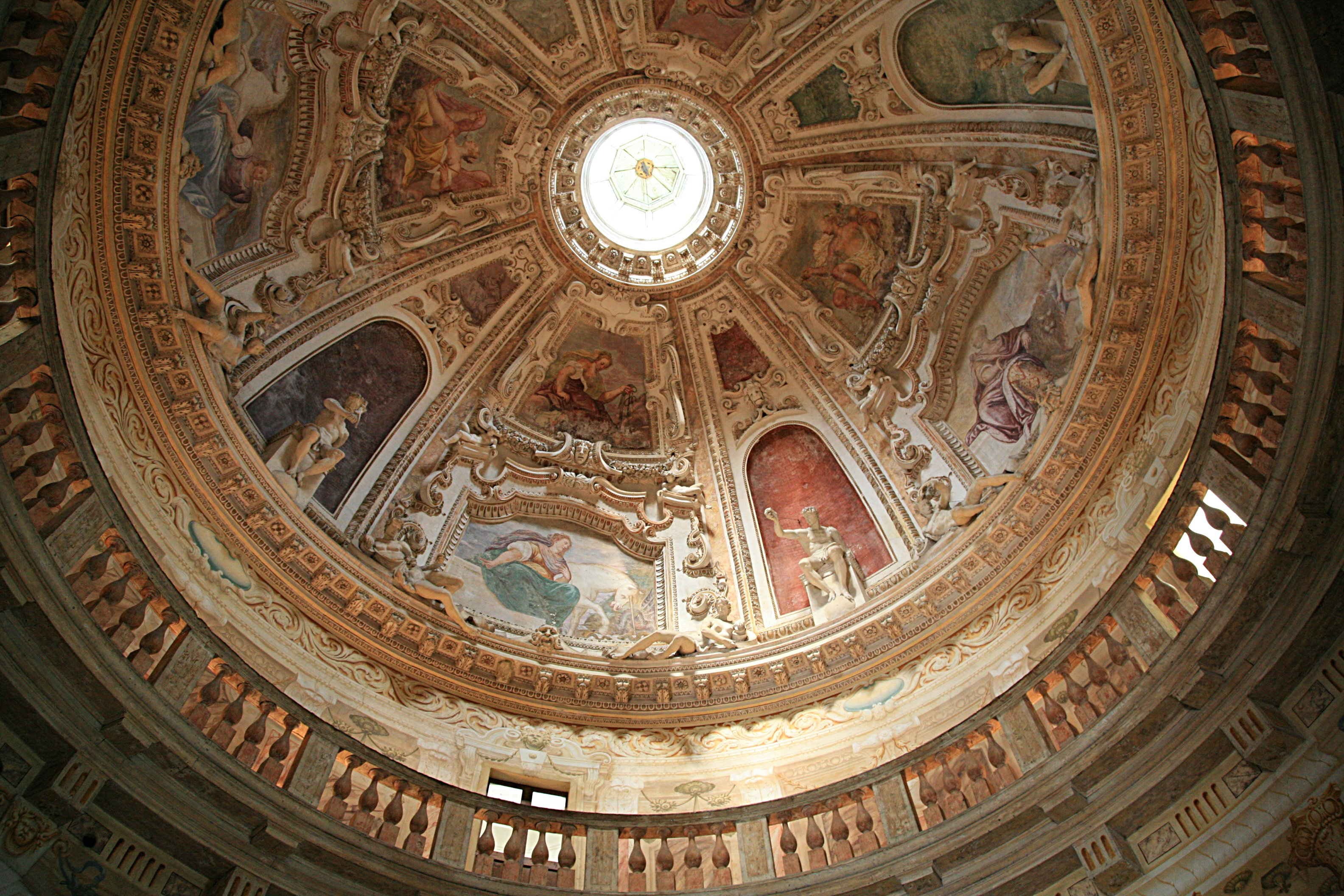

## Postérité
La Rotonda a servi de modèle à de nombreuses autres réalisations :

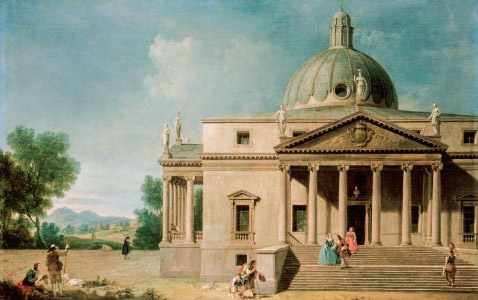
Mereworth Castle (1723).
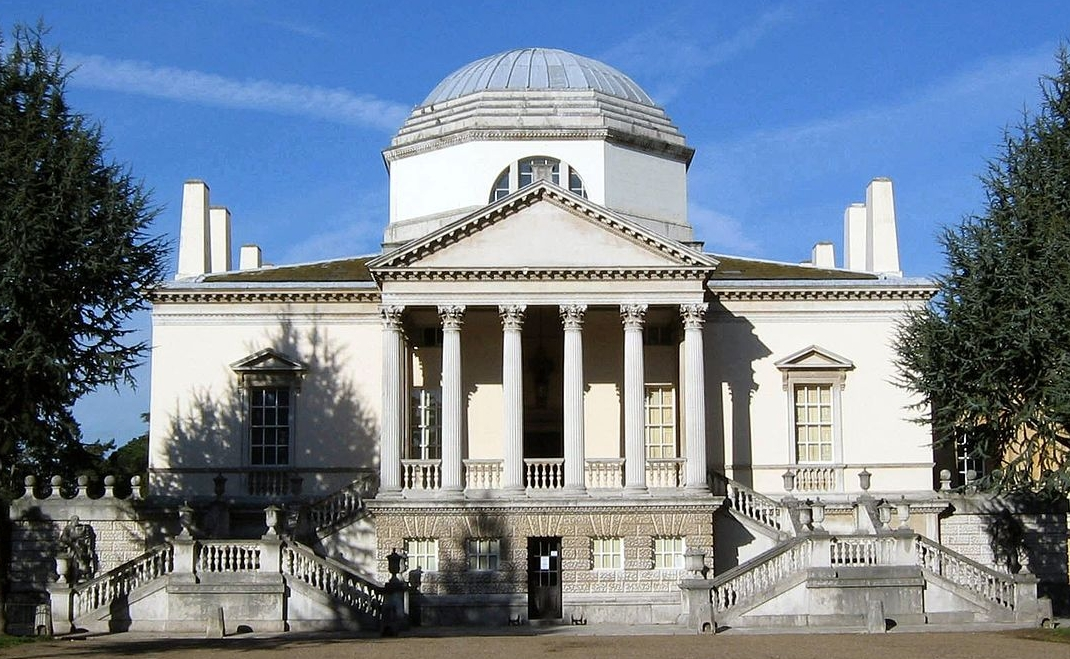
Chiswick House (1729), à Londres.
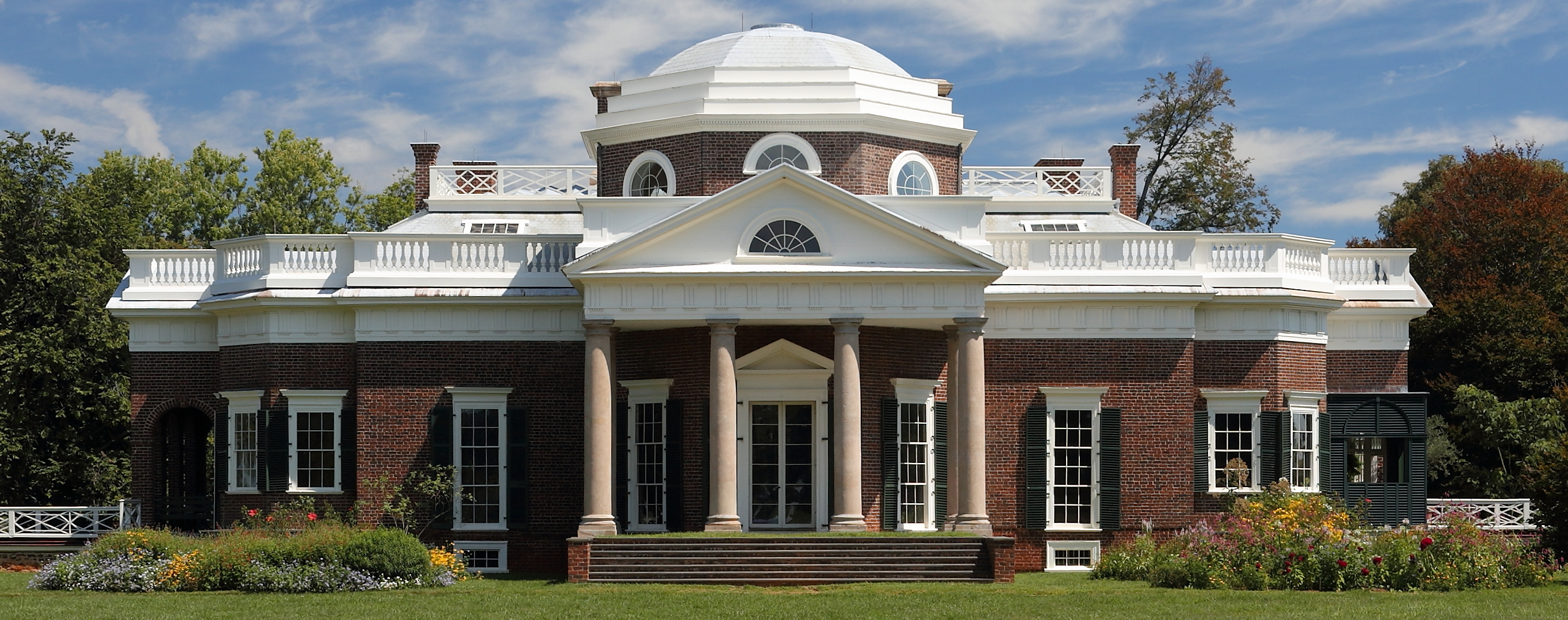
Monticello (1772), en Virginie.
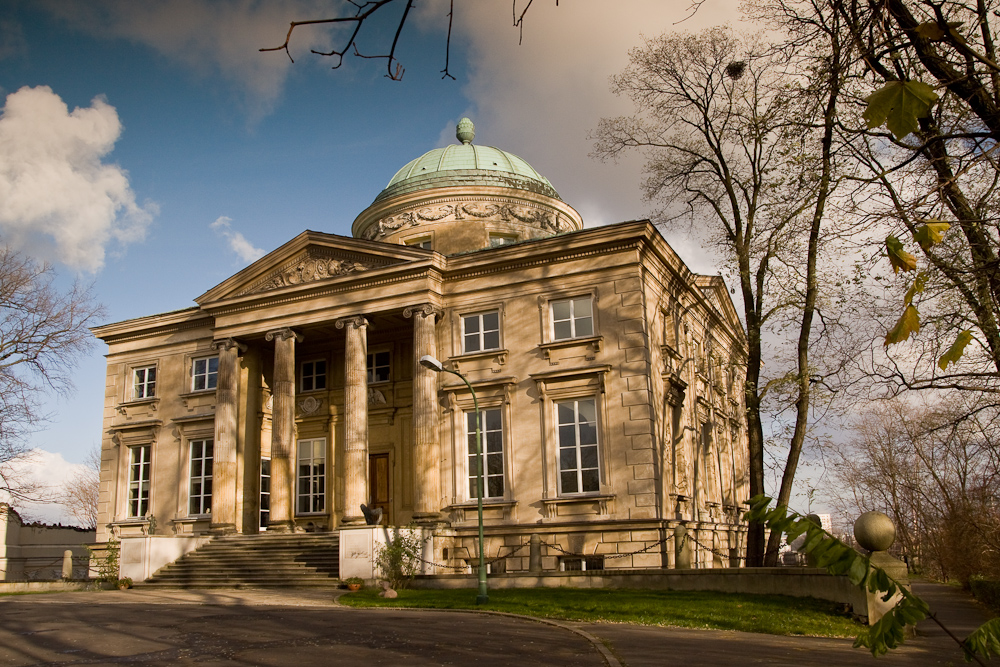
Królikarnia (1786), à Varsovie.
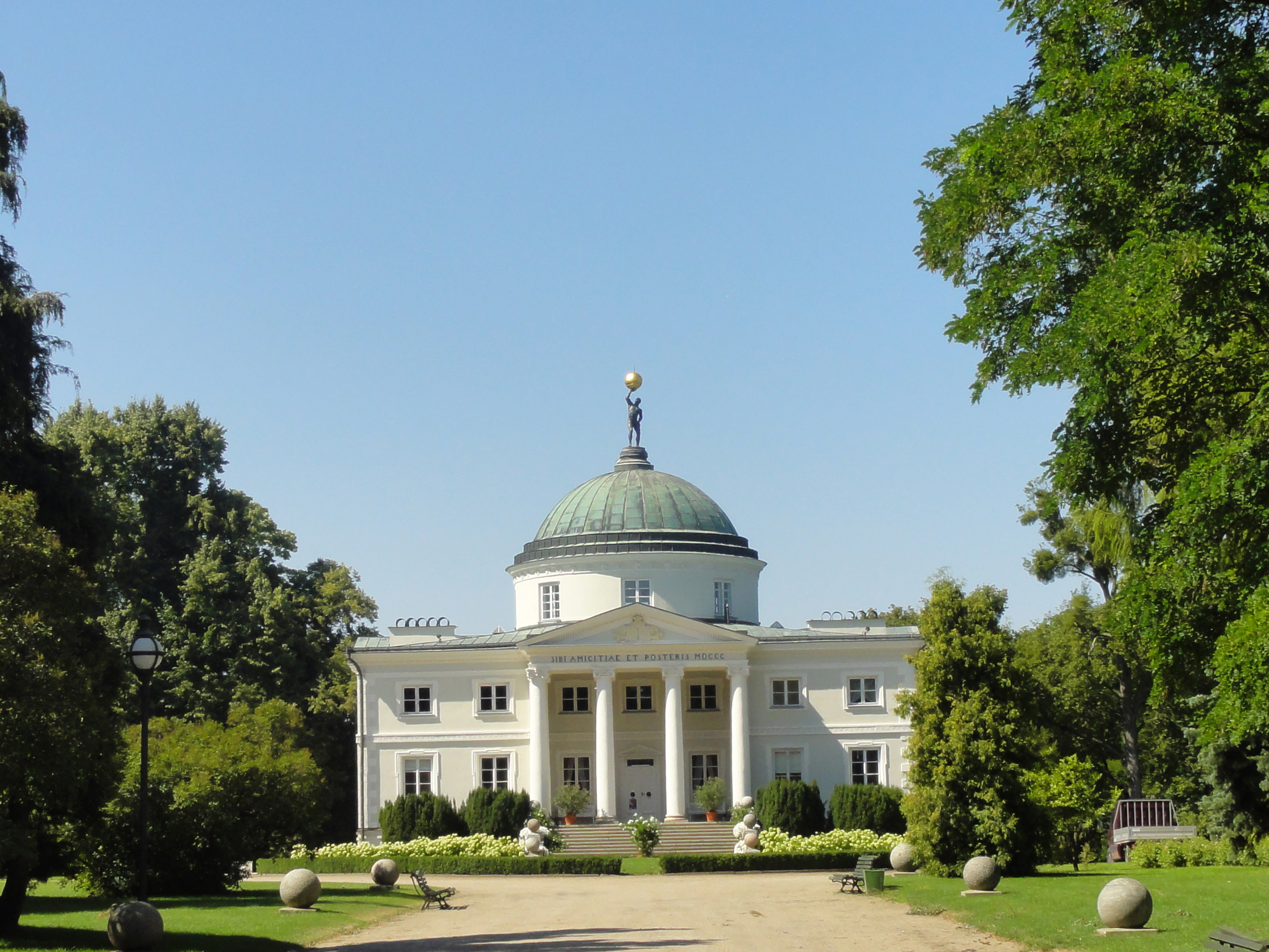
Palais Skórzewski (1800), à Lubostroń.
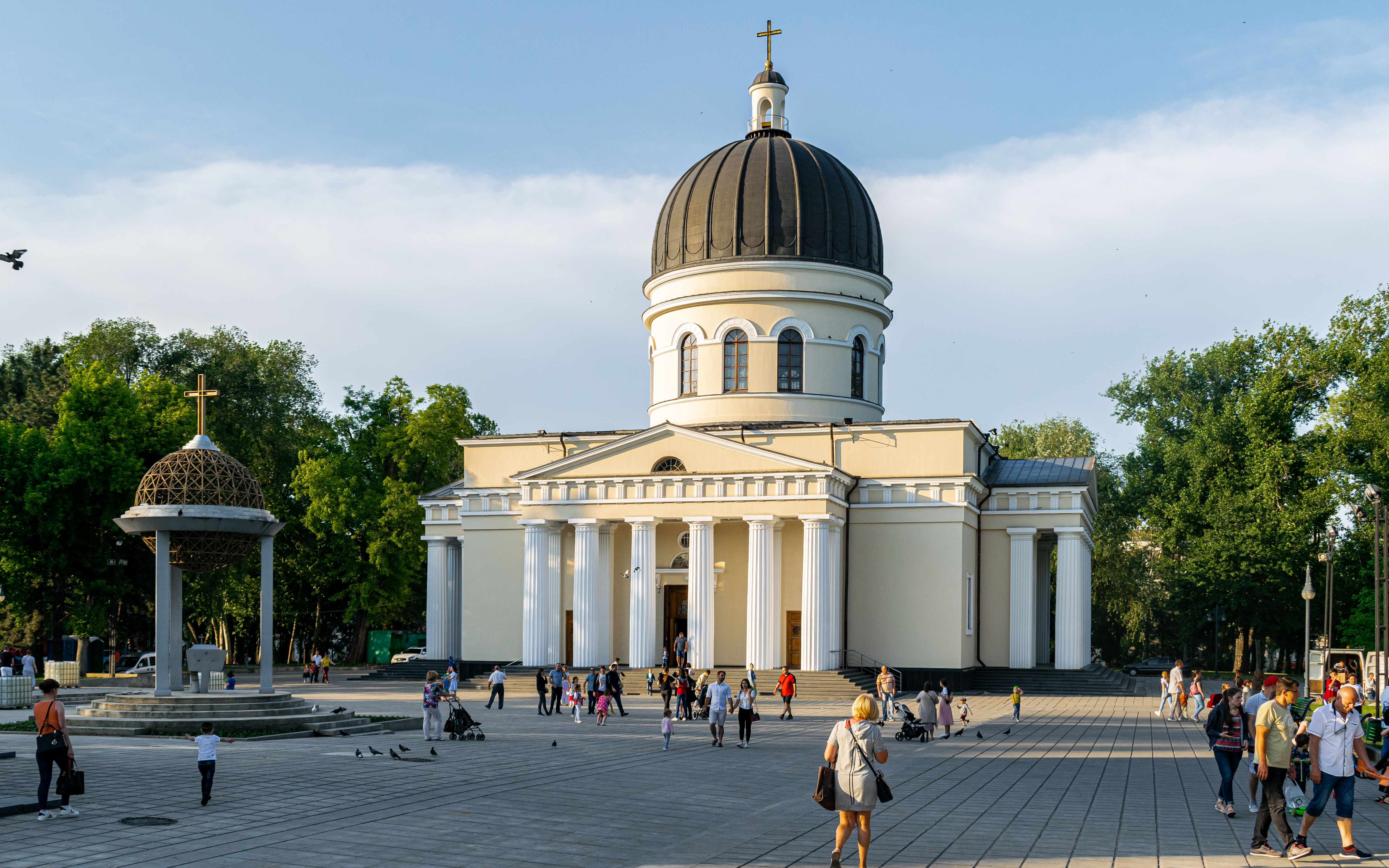
Cathédrale de la Nativité de Chișinău (1830-1836).
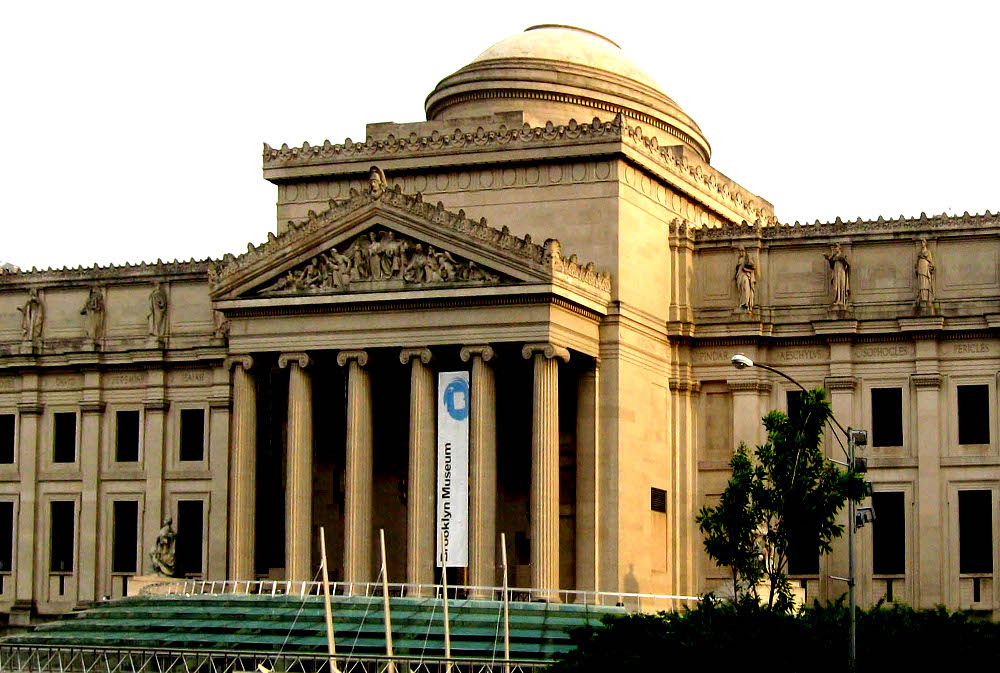
Brooklyn Museum building (1897), à New York.
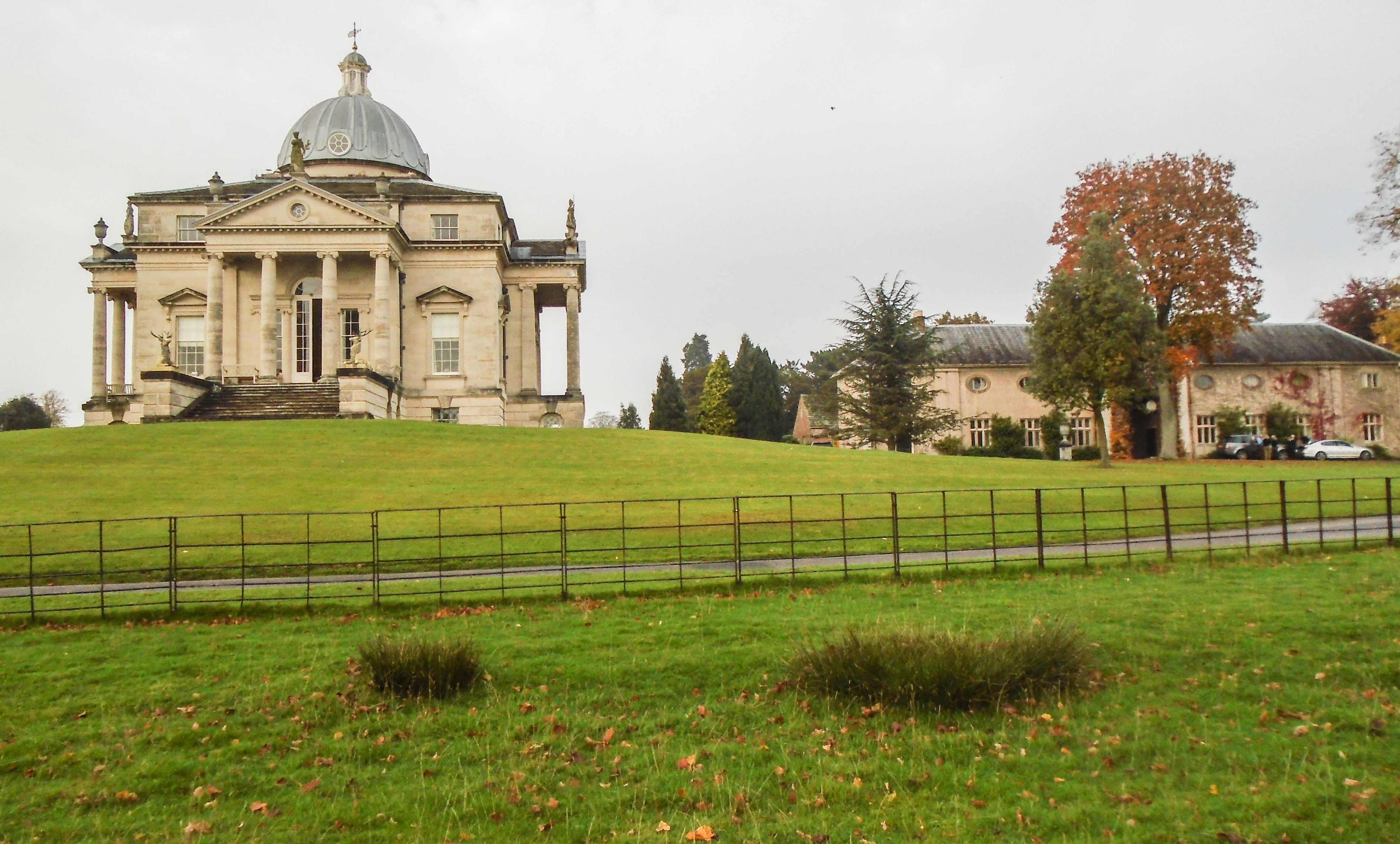
Henbury Hall (1986).
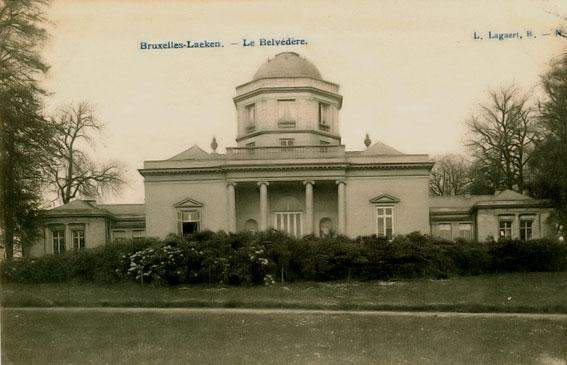
Château Belvédère à Laeken (Bruxelles)

## Sources
- (nl) Cet article est partiellement ou en totalité issu de l’article de Wikipédia en néerlandais intitulé « Villa Almerico Capra "La Rotonda" » (voir la liste des auteurs).